# Nathaniel Waena
Sir Nathaniel Waena, né le 1er novembre 1945 à Makira-Ulawa, est un homme d'État salomonais. Il est gouverneur général des Îles Salomon du 7 juillet 2004 au 7 juillet 2009. Il est élu à ce poste par le Parlement avec 27 voix contre 14. Il succède à Sir John Lapli. Il est nommé chevalier peu après, puis est décoré de la Croix des Îles Salomon. Frank Kabui lui succède en 2009.

## Biographie
Sir Nathaniel Waena a pour rôle de représenter la reine des Îles Salomon, et exerce ainsi les fonctions de chef d'État de facto.
À l'inverse de gouverneurs généraux d'autres royaumes du Commonwealth, Sir Nathaniel Waena s'implique activement dans la vie politique de son pays. Ainsi, en décembre 2007, pour mettre fin à une crise politique, il convoque le Parlement, malgré les protestations du Premier ministre Manasseh Sogavare, qui souhaite que la session parlementaire soit retardée,,. Le 30 janvier 2008, il appelle le gouvernement à faire davantage d'efforts pour procurer des services essentiels aux régions rurales. Le 18 mars, il s'adresse aux députés, et affirme que l'économie du pays doit cesser de s'appuyer si lourdement sur l'exploitation du bois. Le 4 avril, il déclare qu'il « tiendrait responsables » les ministres du gouvernement si l'aide nécessaire n'était pas acheminée aux victimes du tsunami de 2007.
Cette manière d'exercer les fonctions de gouverneur général contraste par exemple avec l'Australie ou la Nouvelle-Zélande, où le gouverneur général est traditionnellement plus effacé.